# 转筒式翻车机

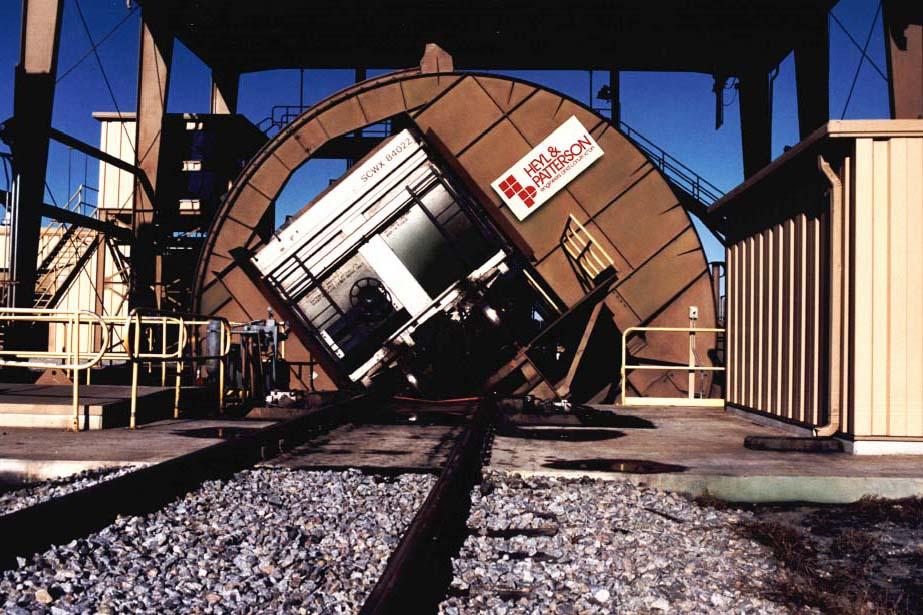
转筒式翻车机在旋转了45度

转筒式翻车机是最常用的铁路翻车机，用于自动卸载无上盖的铁路敞车。它在一段特殊的轨道上用液压机构把敞车侧墙挤住翻车机的靠车板，然后连同车辆与该段轨道一起被翻车机沿着车辆的纵轴旋转约170度，把载货卸入地下货仓。
如果列车的车辆之间使用旋转车钩，则可以不解体列车就使用转筒式翻车机卸货。对于传统车钩，翻车机有自动提钩装置。翻车机有空重车推车装置。
大型翻车机一次可卸4节敞车。
使用翻车机的敞车运输比用漏斗车的效率更高。因为漏斗车为了能通过车底部的出口自动卸货，需要在底出口四周设倾斜的滑道，这浪费了货车的空间。  